# Liste der türkischen Botschafter in Nigeria
Der Botschafter leitet die Türkische Botschaft Abuja und ist regelmäßig auch bei der Westafrikanischen Wirtschaftsgemeinschaft akkreditiert. Die türkische Botschaft wurde am 30. August 1962 eingerichtet und befand sich zunächst in Lagos. Als die Hauptstadt 1999 nach Abuja verlegt wurde, wurde zunächst eine Zweigstelle dort gegründet. Der Umzug fand 2001 statt, das Büro in Lagos existierte noch bis 2003.
| Ernennung Akkreditierung | Botschafter          | Bemerkung | Ministerpräsident der Türkei | Staatsoberhaupt Nigerias | Posten verlassen |
| ------------------------ | -------------------- | --- | ---------------------------- | ------------------------ | ---------------- |
| 30. Aug. 1962            | Fehmi Nuza           | Mustafa Fehmi Nuza (* 1905; † 26. Januar 1989 in Ankara) 1941: Gesandtschaftssekretär in London, 1947: Gesandtschaftsrat in Belgrad, 1951: Gesandtschaftsrat in Sofia, 1960–1962: Botschafter in Buenos Aires, 30. März 1968 – 13. Juli 1970: Generalkonsul in Genf. | İsmet İnönü                  | Abubakar Tafawa Balewa   | 15. Dez. 1963    |
| 1963                     | Emin Şerif Küçükkul  | Geschäftsträger | İsmet İnönü                  | Nnamdi Azikiwe           | 1964             |
| 1964                     | Salih Zeki Karaca    | Geschäftsträger 1978: Botschaftsrat in Wien | İsmet İnönü                  | Nnamdi Azikiwe           | 1964             |
| 9. Okt. 1964             | Efdal Deringil       | (* 17. Mai 1913 in Istanbul) 16. Aug. 1949 – 27. Apr. 1950: Botschafter in Ottawa, 26. Jan. 1955 – 29. Okt. 1957: Generalkonsul in New York, 4. Dez. 1967 – 31. Okt. 1969:ständiger Vertreter beim Europarat, 19. Aug. 1969 – 13. Dez. 1971: Botschafter in Algier | İsmet İnönü                  | Nnamdi Azikiwe           | 12. Nov. 1967    |
| 28. Jan. 1969            | Doğan Türkmen        | (* 1922 in Istanbul, † 17. Februar 2014 in Stockholm) Studium der Politikwissenschaften in Ankara, 1972 bis 1976 Botschafter in Mexiko, von 1979 bis 1984 Botschafter in Bern, überlebte dort einen Anschlag auf sein Leben am 17. April 1980; 1984 bis 1986 Botschafter in Helsinki. | Suad Hayri Ürgüplü           | Johnson Aguiyi-Ironsi    | 16. Dez. 1972    |
| 29. Jan. 1972            | Talat Benler         | 05\|1976–1980: Botschafter in Budapest | Ferit Melen                  | Johnson Aguiyi-Ironsi    | 4. Juli 1976     |
| 15. Okt. 1976            | Muammer Tuncer       | (* 1925 in Tekirdağ), Studium der Politikwissenschaften in Ankara, von 1944 bis 1988 Botschafter in Tunesien, von 1988 bis 1989 in Bangladesch | Süleyman Demirel             | Olusegun Obasanjo        | 10. Dez. 1980    |
| 1979                     | Mümin Alanat         | Geschäftsträger (* 1942) 1962: Abitur Galatasaray-Gymnasium, 1966: Studium der Rechtswissenschaft an der Universität Ankara, 1967: Eintritt in den auswärtigen Dienst, 1979: Geschäftsträger in Lagos, 29. Apr. 1995–27. Juli 1999: Botschafter in Chișinău, 2002–2004: Botschafter in Bangkok, 2000–2002: Ministerialdirigent der Abteilung Europäische Union, 2007: Versetzung in den Ruhestand.                        | Süleyman Demirel             | Shehu Shagari            |                  |
| 19. Okt. 1981            | Yüksel Söylemez      | (* 11. Juni 1931 in Istanbul; † 22. Januar 2013), Studium der Rechtswissenschaften an der Universität Istanbul, von 1981 ebenfalls Botschafter in Äquatorialguinea, Angola, Kamerun, Togo, São Tomé und Príncipe, Tschad, Benin und Ghana, 1983 bis 1993 Botschafter in Singapur, 1993 bis 1985 Botschafter in Kroatien, zwischen 1993 und 1998 Vertreter des taiwanesisch-türkischen Handelsbüros.                       | Bülent Ulusu                 | Shehu Shagari            | 3. Dez. 1984     |
| 26. Dez. 1984            | Cengiz Sebükcebe     | 30. Nov. 1967 – 7. Aug. 1972: Generalkonsul in Brüssel | Turgut Özal                  | Muhammadu Buhari         | 1. Apr. 1988     |
| 31. Jan. 1989            | Orhan Kulin          | (* 1935, † 11. April 1992 in Ankara), Studium der Politikwissenschaften an der Universität Ankara, von 1972 bis 1975 Generalkonsul in Komotini, 1981 Berater des Außenministeriums, 1985 bis 1989 Botschafter in Oman, 1992 Vorsitzender des Inspektionsausschusses des Außenministeriums, verstarb an einem Herzinfarkt                                                                                                  | Yıldırım Akbulut             | Ibrahim Babangida        | 1. März 1991     |
| 24. Feb. 1991            | Salih Zeki Karaca    | (* 1933 in Mengen) 1964: Geschäftsträger in Lagos, 1978: Botschaftsrat in Wien, 1985–1990: Botschafter in Kabul | Ahmet Mesut Yılmaz           | Ibrahim Babangida        | 1. Sep. 1995     |
| 31. Aug. 1995            | Numan Hazar          | (* 24. September 1945 in Tarsus), Studium der Politikwissenschaften an der Universität Ankara, 1977 bis 1980 Privatsekretär von Ümit Haluk Bayülken, 1998 bis 2000 Berater des Außenministeriums und der Organisation der Islamischen Konferenz und Koordinator der afrikanischen Länder, türkischer Vertreter im Europarat, 2007 bis 2009 außenpolitischer Berater des Verteidigungsministeriums, seit 2010 im Ruhestand | Tansu Çiller                 | Ernest Shonekan          | 1. Apr. 1998     |
| 31. März 1998            | Ömer Sahinkaya       | (* 1. April 1941 in Gümüşhacıköy; † 23. Dezember 2019 in Ankara), Studium der Politikwissenschaften an der Universität Ankara, 1990 bis 1995 Generalkonsul in Hongkong; 2003 Berater des Außenministeriums bis zum Ruhestand. | Mesut Yılmaz                 | Abdulsalami Abubakar     | 1. Okt. 2002     |
| 10. Jan. 2002            | Derya Kanbay         | (* 2. Januar 1954 in Istanbul), Studium der Politikwissenschaften an der Universität Ankara, 2007 bis 2009 Botschafter im Irak, 2009 bis 2012 Botschafter in Slowenien, 2015 bis 2018 Botschafter in Nordzypern | Abdullah Gül                 | Olusegun Obasanjo        | 17. Dez. 2004    |
| 26. Dez. 2004            | Arslan Hakan Okçal   | (* 25. Februar 1954 in Istanbul), Studium der Politikwissenschaften an der Universität Ankara, von 1992 bis 1995 Generalkonsul von Komotini, von 2008 bis 2010 Botschafter in Nordmazedonien, 2014 bis 2017 Botschafter in Südkorea, seit 2020 Gastprofessor an der Marmara-Universität | Recep Tayyip Erdoğan         | Olusegun Obasanjo        | 31. Mai 2008     |
| 15. Juni 2008            | Mustafa Aykut Sezgin | (* 1952 in Söke), Studium an der Boğaziçi Üniversitesi, 2006 bis 2008 Generalkonsul in Melbourne, ab 2011 Mitglied des Inspektionsausschusses des türkischen Außenministeriums | Recep Tayyip Erdoğan         | Olusegun Obasanjo        | 31. Aug. 2010    |
| 9. Apr. 2010             | Ali Rifat Köksal     | von 2007 bis 2010 türkischer Generalkonsul in München, 2016 bis 2020 türkischer Botschafter in Tadschikistan, spionierte dort vermutlich türkische Oppositionelle aus | Recep Tayyip Erdoğan         | Umaru Yar’Adua           | 31. Jan. 2013    |
| 15. Feb. 2013            | Mustafa Pulat        | (* 16. August 1967 in Ankara) Bachelor, Studium der Rechtswissenschaft an der Universität Ankara, B.A. | Recep Tayyip Erdoğan         | Goodluck Jonathan        | 15. Juli 2015    |
| 15. Aug. 2015            | Hakan Çakil          | (* 23. September 1964 in Ankara), Bachelor, Studium der Soziologie an der Technischen Universität des Nahen Ostens, 2011 bis 2015 Konsul in Zypern, 2018 bis 2021 Botschafter im Libanon | Muhammadu Buhari             | Binali Yıldırım          | 18. Juni 2018    |
| 7. März 2018             | Ahmet Melih Ulueren  | (* 14. November 1955 in Izmir) Studium der Internationalen Beziehungen an der Universität Ankara, von 2010 bis 2013 türkischer Botschafter in Uganda | Muhammadu Buhari             | Binali Yıldırım          | 31. März 2021    |
| 26. Jan. 2022            | Hidayet Bayraktar    | (* 25. März 1962 in Nord-Nikosia) Studium an der Universität Ankara, von 2013 bis 2017 Botschafter in Tirana, Albanien | Amt abgeschafft              | Muhammadu Buhari         |                  |